# Leodegrance

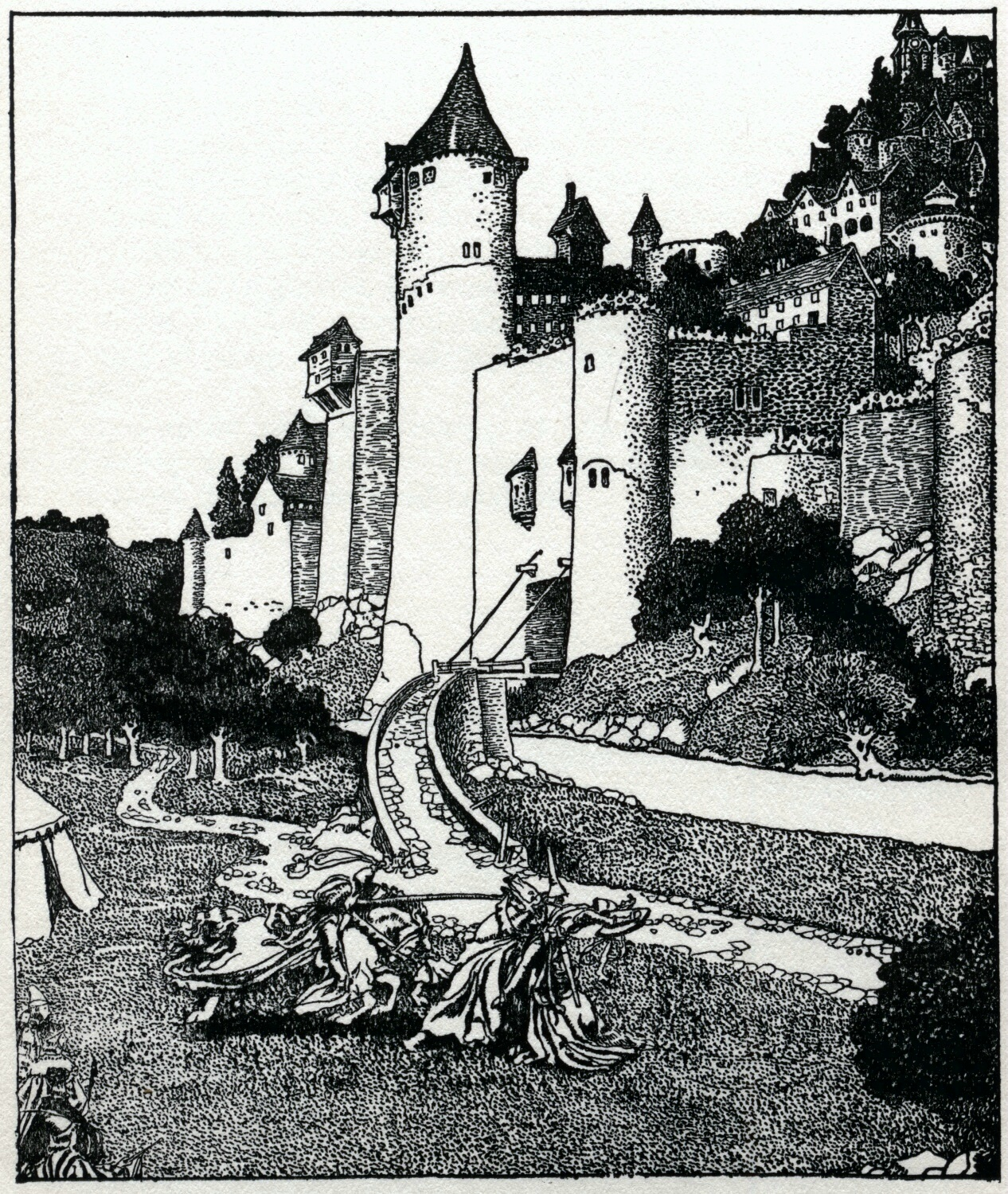
Due Cavalieri si danno battaglia davanti Cameliard, di Howard Pyle da La storia di re Artù e dei suoi cavalieri (1903)

 Re Leodegrance di Cameliard (Carmelide) era il padre della bellissima regina Ginevra nelle leggende arturiane. Il suo regno viene spesso ubicato da qualche parte nell'Inghilterra sud-occidentale. Fedele di Uther Pendragon, padre di Re Artù, al cui fiancò si schierò quando il giovane Artù salì sul trono e per questo il suo regno fu invaso dai principi e re ribelli guidati da Rience. Ma Artù si recò in suo aiuto  fu lì che incontrò Ginevra, di cui si innamorò. Quando la figlia e Artù si sposarono, il sovrano donò ad Artù la Tavola Rotonda. Secondo il Lancillotto in prosa egli ebbe un'altra figlia, che aveva anche lei il nome di Ginevra e che convinse la corte di Artù di essere lei la vera Ginevra. Alla fine la vera Ginevra reclamò il suo trono. Nella mitologia gallese il padre di Gwenhwyfar (Ginevra) era il gigante Ogyruan/Ogyrvan o Gogyrfan, menzionato in testi gallesi.